# Haïm Brezis
Haïm Brezis, auch Brézis (* 1. Juni 1944 in Riom-ès-Montagnes; † 7. Juli 2024 in Jerusalem), war ein französischer Mathematiker, der sich mit partiellen Differentialgleichungen beschäftigte.

## Leben und Wirken
Brézis wurde 1971 bei Gustave Choquet (Problemes unilateraux) an der Universität Paris promoviert. Von 1973 bis 1985 war er Maître de conférences an der École polytechnique und ab 1972 Professor an der Universität Pierre und Marie Curie (Université Paris VI). Ab 1987 war er zudem Distinguished Visiting Professor an der Rutgers University und ab 2004 am Technion Haifa.
Er beschäftigte sich mit nichtlinearen partiellen Differentialgleichungen und nichtlinearer Funktionalanalysis (nichtlineare Halbgruppen, monotone Operatoren, Variations-Ungleichungen). Außerdem befasste er sich mit speziellen partiellen Differentialgleichungen aus der mathematischen Physik und deren Verhalten nahe Singularitäten, z. B. den Ginzburg-Landau-Gleichungen aus der Theorie der Supraleiter und ihren Wirbellösungen, Evolutionsgleichungen, nichtlinearen Schwingungsgleichungen, der Thomas-Fermi-Theorie (statistischen Gleichungen für die Elektronenverteilung in Atomen und Molekülen) und aus der Theorie der Flüssigkristalle. In ähnlicher Weise befasste er sich mit dem singulären Verhalten partieller Differentialgleichungen in Problemen der Differentialgeometrie.
Brezis war ein Pionier der Einführung topologischer Methoden im Studium harmonischer Abbildungen zwischen Mannigfaltigkeiten (auf die viele Probleme der mathematischen Physik führen) speziell in den Sobolev-Räumen der Abbildungen. Hier arbeitete er unter anderem mit Jean-Michel Coron, Li Yanyan, Laurent Véron und Louis Nirenberg zusammen.
Ab 1986 war er korrespondierendes und seit 1988 volles Mitglied der Académie des sciences. Außerdem war er Mitglied der National Academy of Sciences, der American Academy of Arts and Sciences, der rumänischen, belgischen, königlich-spanischen Akademien der Wissenschaften, der Accademia Nazionale dei Lincei und der Academia Europaea. Von 2004 bis 2008 war er Vizepräsident der American Mathematical Society, deren Fellow er war. Er war Ehrendoktor der Universitäten Leiden, Haifa, Bukarest, Peking, Löwen, Madrid, Shanghai, der Scuola Internazionale Superiore di Studi Avanzati in Triest und in Iași. 1973 erhielt er den Prix Peccot des Collège de France. 1976 erhielt er den Prix Carrière und 1985 den Prix Ampère der Académie des sciences. 1990 wurde mit dem Prix Catalan der belgischen Akademie der Wissenschaften. Er war ab 1998 Mitglied der Académie des sciences. 2024 wurde ihm der Leroy P. Steele Prize for Lifetime Achievement zuerkannt.
1974 war er Gastredner auf dem Internationalen Mathematikerkongress in Vancouver (Monotone operators, nonlinear semigroups and applications).
Zu seinen Doktoranden zählen der Fields-Preisträger Pierre-Louis Lions sowie Henri Berestycki und Jean-Michel Coron.
Brezis starb am 7. Juli 2024 im Alter von 80 Jahren.

## Schriften
- Opérateurs maximaux monotones. Et semi-groupes de contractions dans les espaces de Hilbert (= North-Holland Mathematics Studies. 5 = Notas de Matematica. 50). North Holland, Amsterdam u. a. 1973, ISBN 0-7204-2705-3.
- Analyse Fonctionnelle. Théorie et Applications. Masson, Paris u. a. 1983, ISBN 2-225-77198-7.
  - Englische Übersetzung[4]: Haim Brezis: Functional Analysis, Sobolev Spaces and Partial Differential Equations. Springer New York, New York, NY 2011, ISBN 978-0-387-70913-0, doi:10.1007/978-0-387-70914-7.
- mit Fabrice Béthuel, Frédéric Hélein: Ginzburg-Landau Vortices (= Progress in non-linear Differential Equations and their Applications. 13). Birkhäuser, Boston MA u. a. 1994, ISBN 0-8176-3723-0.
- Un mathématicien juif. Edition Beauchesne, Paris 1999, ISBN 2-7010-1335-6.
- The interplay between analysis and topology in some nonlinear partial differential equations. In: Bulletin of the American Mathematical Society. Bd. 40, Nr. 2, 2003, S. 179–201, doi:10.1090/S0273-0979-03-00976-5.